# Flyingebygden
Flyingebygden är ett informellt namn på Kävlingeåns dalgång öster om Gårdstånga (E22), med centrum i Flyinge. Området ligger inom både Eslövs och Lunds kommuner. Kommungränsen går huvudsakligen utmed Kävlingeån.
Länsväg 104 går parallellt med ån, på norra sidan. Landskrona–Kävlinge–Sjöbo Järnväg gick genom bygden fram till 1956.
Området markeras med en bygdeskylt vid samtliga tillfartsvägar till området. 